# Whigfield
Whigfield, również Naan, właśc. Sannie Charlotte Carlson (ur. 11 kwietnia 1970 w Skælskør) – duńska wokalistka eurodance.

## Życiorys
Najbardziej znana ze swego singla Saturday Night (1994). Artystka wydała 8 longplayów. Ostatni singel Was a Time został wydany w 2004. W 2005 pojawiła się na albumie ...Phobia włoskiego duetu Benassi Bros. Jako Naan wystąpiła w utworze Rocket in the Sky.

## Dyskografia
- 1995: Whigfield
- 1997: Whigfield II
- 2000: Whigfield III'
- 2002: Whigfield IV
- 2005: Dance With Whigfield
- 2005: Waiting For Saturday Night – Her Greatest Hits
- 2005: Greatest Hits
- 2006: Greatest Remix Hits